# Pallone
Pour les articles homonymes, voir Pallone (homonymie).
Le Pallone (littéralement, « balle gonflée » ou « ballon » en Italien) est le nom donné à plusieurs modalités du jeu de paume pratiquées dans différentes régions d’Italie.

## Modalités

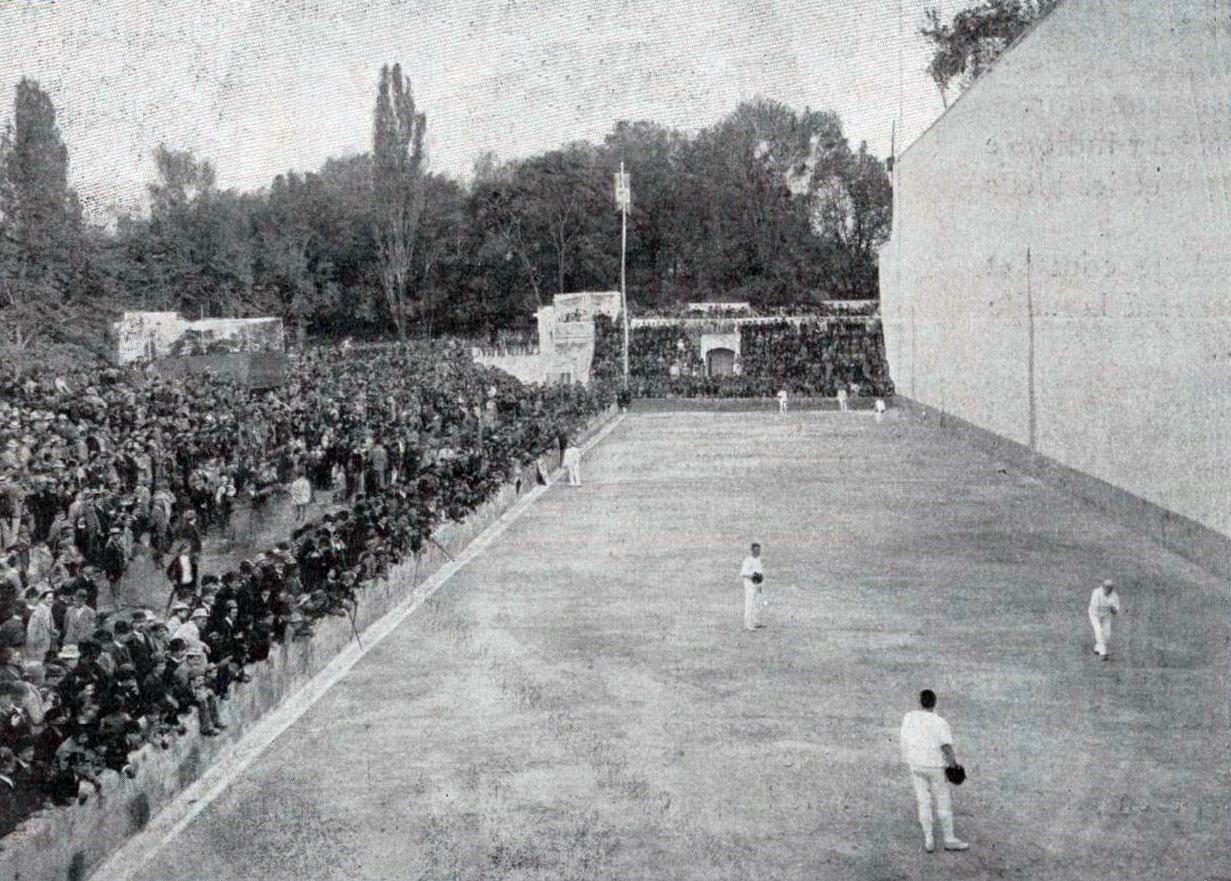
Sferisterio (trinquet) de Cascine au XIXe siècle.

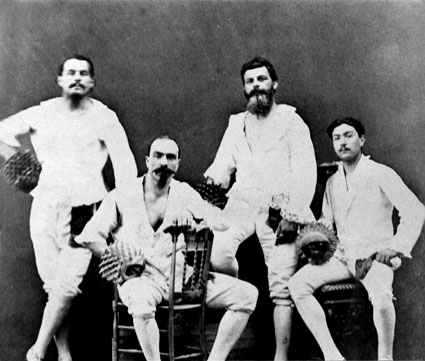
Joueurs de pallone avec leur bracciale. À droite, Antonio Agostinelli.

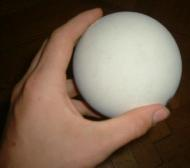
Balle de pallapugno

### Pallone col bracciale
Le Pallone col bracciale était très populaire en Italie aux XVIIIe et XIXe siècles ainsi qu'au XXe siècle jusque dans les années 1930. C’était même le sport le plus populaire de tous ; sa première règlementation date de 1555. Les joueurs de pallone col bracciale sont appelés les pallonisti. Au XIXe siècle, les joueurs italiens étaient les sportifs les mieux payés et les plus admirés. Ce sport et ces champions ont été décrits par  Johann Wolfgang von Goethe, Giacomo Leopardi, Edmondo de Amicis, Antonio Francesco Grazzini, Ottavio Rinuccini, Gabriello Chiabrera, Tommaso Grossi et Giuseppe Gioachino Belli. Le film Where Angels Fear to Tread (1991) comporte une brève description de ce jeu.
Les balles sont renvoyées à l’aide d’une sorte de bâton porté sur l'avant-bras appelé le bracciale (littéralement, le « bracelet » en italien). Mal utilisé, le bracciale peut provoquer des fractures du bras car il pèse entre un et deux kilogrammes. À l’origine, la balle était emplie d’air et pesait 934 grammes, mais maintenant on utilise des balles pleines en caoutchouc de 350 grammes. Les points se comptent en 15 comme au tennis et l’équipe qui gagne 12 jeux gagne le match. Une des particularités du jeu est que la pelote est mise en jeu par un joueur spécialement désigné qui ne fait pas partie des équipes. Celui qui reçoit la balle peut la renvoyer autant qu’il veut. Le Pallone est joué dans la rue sur laquelle on dessine le court. Les joueurs inscrits aux championnats officiels disputent leurs matchs dans un trinquet appelé le sferisterio ou sferodromo en italien. Il existe actuellement deux modalités pour ce sport : deux équipes de trois joueurs avec trinquet à mur latéral et quatre joueurs sur aire de jeu ouverte.

### Pallapugno
Le Pallapugno, parfois appelé  pallone elastico, est un jeu originaire du Piémont et de Ligurie et qui est proche du Ballon au poing joué en Picardie. On y joue avec les mains bandées avec une balle de caoutchouc qui a un diamètre de 10,5 centimètres et un poids de 190 grammes. Les points se comptent en 15. Comme pour la longue paume, un second rebond peut être compté comme une « chasse » plutôt que comme un point (principe des jeux de gagne-terrain). Chaque équipe est constituée de quatre joueurs et celle qui gagne 11 jeux est le vainqueur du match. Les joueurs professionnels disputent les matchs sur des aires de jeu de 90 mètres de long et 18 de large avec un mur latéral. La ligue nationale italienne de pallapugno comptait 10 équipes majeures en compétition en 2008. On joue à ce jeu dans différents pays du monde et il existe un championnat du monde.

### Pallapugno leggera
On joue au Pallapugno leggera sur une aire de jeu comparable à un court de  volleyball  mais sans le filet. Chaque équipe a quatre joueurs plus deux autres en réserve. Un match peu comporter un ou trois sets.

### Pantalera
La Pantalera ou pallapugno alla pantalera se pratique généralement dans les rues. Pour commencer les matchs on fait rebondir la balle sur un toit nommé pantalera en piémontais. Les autres règles sont celles du pallapugno.

### Pallonetto
Le Pallonetto ou pallonetto ligure al lungo est pratiqué dans les rues avec des balles de tennis. L'aire de jeu a une longueur comprise entre 60 et 90 mètres et une largeur de 18 mètres avec ou sans mur latéral. Les joueurs ont les mains bandées.

## Anciens joueurs professionnels
- Antonio Mariotti d'Ancone
- Antonio Gambero de Gênes
- Ubaldo Travagli
- Pietro Orazietti
- Pietro Tarini de Fano
- Luigi Eredi de Ravenne
- Lorenzo Pierotti de Florence
- Giovanni Contieri d'Udine
- Gaetano Trentin de Bassano del Grappa
- Vettor Gasparini de Bassano del Grappa
- Gaspare Socci de Florence
- Giuseppe Mariotti d'Ancone